# Echydna chaseba
Echydna chaseba is een vlindersoort uit de familie van de prachtvlinders (Riodinidae), onderfamilie Riodininae.
Echydna chaseba werd in 1854 beschreven door Hewitson.